# Adelaide Reef
Adelaide Reef är ett rev på Stora barriärrevet i Australien.   Det ligger cirka 48 km sydost om Innisfail i delstaten Queensland. 